# École militaire en Algérie
 (juillet 2017).
Si vous disposez d'ouvrages ou d'articles de référence ou si vous connaissez des sites web de qualité traitant du thème abordé ici, merci de compléter l'article en donnant les références utiles à sa vérifiabilité et en les liant à la section « Notes et références ».
La formation des militaires des Forces armées algériennes et des services de soutien s'effectuent dans : 
- des écoles de formation initiale ;
- des écoles d'application ;
- des centres de formation.

Ces écoles et ces centres forment des militaires de tous grades en formation initiale ou en formation continue.

## Les écoles des Forces terrestres

### Académies militaire
- Académie Militaire de Cherchell (AMC)

### Écoles supérieures
- École Supérieure des Troupes Spéciales (ESTS) de Biskra
- Ecole Supérieure de l'Infanterie (ESI) de Cherchell
- Ecole Supérieure de l'Arme des Blindes (ESAB) de Batna

### Écoles d'applications
- Ecole d'Application de l'Artillerie de Campagne (EAAC) de Bou-saâda
- Ecole d'Application de la Défense Contre Aeronefs (EA-DCA) de Laghouat
- Ecole d'Application du Génie (EAG) de Béjaïa
- Ecole d'Application du Transport et de la Circulation (EATC) de Tlemcen

### Autres
- École Militaire Polytechnique (EMP) de Bordj El Bahri
- École de formation commando et d'initiation au parachutisme (EFCIP) de Boghar
- Ecole Nationale de Formation des Sous-Officiers (ENFSO) de Khenchela
- Ecole des Cadres de l'Infanterie (ECI) de Sidi Bel abbès

### Centres de formation et d'instruction
- Centres d'Instruction de l'Infanterie (CII) (Mouillah, Arzew, Abadla, Aflou, Ain Arnat, Ain M'guel)
- Centres d'Instruction du Transport (CIST) (M'sila, El ghoumri, Oum el bouaghi)
- Centre d'Instruction des Blindés (CIB) (Batna)
- Centre d'Instruction Divisionnaire (CID) (Djelfa, Béchar, Barika, Ras el ma)
- Centre de formation des troupes spéciales (CFTS) de Biskra
- Centre d'Instruction de l'Artillerie de Campagne (CIAC) de Bou-Saâda
- Centre d'Instruction de la Défense Contre Aéronefs (CI-DCA) de Laghouat
- Centre d'Instruction du Génie (CIG) de Béjaïa

## Les écoles des Forces navales

### École supérieures
- École Supérieure de la Marine (ESM) de Tamentfoust
- École d'Application des Troupes de Marine (EATM) de Jijel
- Ecole d'Application des Sous Mariniers (EASM) de Mers el kebir
- Ecole des Sous-Officiers des Forces Navales (ESOFN) de Mostaganem

### Centres de formation et d'instruction
- Centre de Formation des Troupes de Marine (CFTM) de Jijel
- Centre d'Instruction des Forces Navales (CIFN) (Arzew, Ghazaouet)

## Les écoles des Forces aériennes

### Écoles de formation initiale
Les Forces aériennes algériennes possèdent plusieurs écoles de formation parmi lesquelles:
- l'École supérieure de l’Air de Tafraoui
- Ecole de Spécialisation d'Hélicoptères (ESH) d'Aïn Arnat
- Ecole Supérieure des Techniques Aéronautiques (ESTA) de Dar el beïda
- Ecole Nationale des Techniciens Aéronautiques (ENTA) de Blida
- Centre d'instruction des Forces Aériennes (CIFA) d'El Menia

## Les écoles de la Gendarmerie
La gendarmerie possède plusieurs écoles de formation parmi lesquelles:
- l’École des sous-officiers de Sétif.
- l’École des sous-officiers de Sidi Bel Abbes.
- l’École des sous-officiers de Miliana.
- l'École de police judiciaire de la gendarmerie nationale de Zéralda.